# HD 53208
HD 53208，又名BD-05 1943，SAO 134133、HR 2655，是一颗恒星，视星等为5.62，位于銀經219.11，銀緯0.38，其B1900.0坐标为赤經6h 59m 9.7s，赤緯-5° 0.38′ 34″。